# Бела-Виста-ду-Параизу
Бела-Виста-ду-Параизу (порт. Bela Vista do Paraíso) — муниципалитет в Бразилии, входит в штат Парана. Составная часть мезорегиона Северо-центральная часть штата Парана. Находится в составе крупной городской агломерации. Входит в экономико-статистический микрорегион Лондрина. Население составляет 14 981 человек на 2006 год. Занимает площадь 242,692 км². Плотность населения — 61,7 чел./км².

## История
Город основан 16 октября 1947 года.

## Статистика
- Валовой внутренний продукт на 2003 год составляет 109 892 354,00 реалов (данные: Бразильский институт географии и статистики).
- Валовой внутренний продукт на душу населения на 2003 год составляет 7324,20 реалов (данные: Бразильский институт географии и статистики).
- Индекс развития человеческого потенциала на 2000 год составляет 0,771 (данные: Программа развития ООН).

## География
Климат местности: субтропический.